# Alabanda
Koordinaten: 37° 35′ 30,5″ N, 27° 59′ 7,5″ O

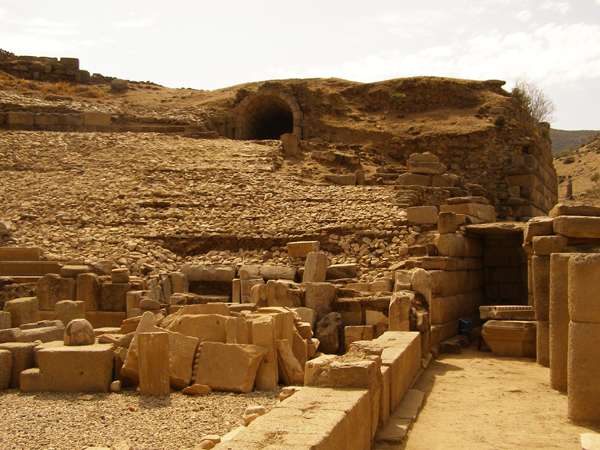
Alabanda, Ruine des Theaters

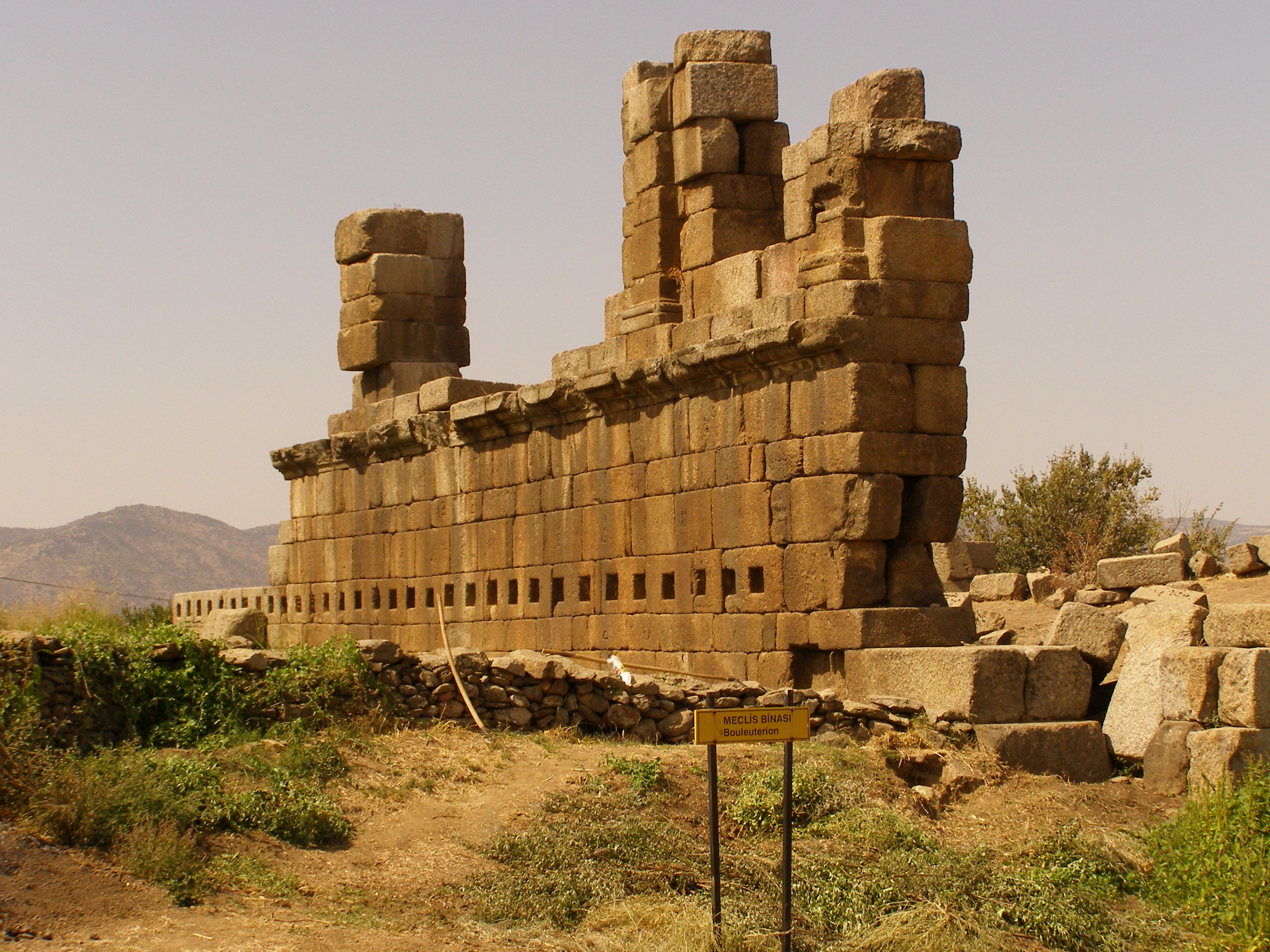
Alabanda, Ruine des Bouleuterions

Alabanda (altgriechisch Ἀλάβανδα; auch als „karisches Antiochia“ bekannt) war eine antike Stadt im kleinasiatischen Karien, in der Nähe des heutigen Doğanyurt (auch Araphisar genannt) in der türkischen Provinz Aydın.
Die Stadt liegt zwischen zwei Hügeln, die Gegend ist für ihren dunklen Marmor bekannt. Laut Stephanos von Byzanz gab es zwei karische Städte namens Alabanda, doch wird dies von keiner weiteren antiken Quelle bestätigt. Die Stadt wurde antiker Mythologie zufolge von dem karischen Lokalheros Alabandos gegründet. In der Frühzeit der seleukidischen Periode war Alabanda Teil der Chrysaorischen Liga, einer lockeren Verbindung karischer Städte, unter anderem von Alinda, Mylasa und Stratonikeia, die vor allem den gemeinsamen Handel, aber auch Verteidigungsaufgaben koordinieren sollte. Zu Ehren Antiochos’ III., der der Stadt den Frieden sicherte, wurde Alabanda in Antiochia umbenannt. 201 v. Chr. wurde die Stadt von Philipp V. von Makedonien erobert. Nachdem die Seleukiden in der Schlacht bei Magnesia im Jahr 190 v. Chr. von den Römern unter Lucius Cornelius Scipio Asiaticus geschlagen worden waren, erhielt Alabanda seinen alten Namen zurück. Bald darauf eroberten die Römer die Stadt. Quintus Labienus nahm im Jahr 40 v. Chr. die Stadt an der Spitze eines parthischen Trupps ein. Nachdem die Einwohner die Besatzung massakriert hatten, konfiszierten die Parther sämtliche Schätze und Besitztümer. Während der römischen Kaiserzeit war Alabanda nach Plinius dem Älteren Sitz eines conventus und Strabon erwähnt den hohen Lebensstandard und die Dekadenz der Einwohner der Stadt. Bis um die Mitte des 3. Jahrhunderts n. Chr. prägte die Stadt eigene Münzen. In byzantinischer Zeit erhielt die Stadt einen Bischofssitz, dessen Besetzung anhand von Quellen für die Jahre von 451 bis 879 nachvollziehbar ist. An berühmten Einwohnern der Stadt sind die Redner Menekles und Hierokles zu erwähnen. Die Ruinen der Stadt liegen westlich von Çine und umfassen unter anderem ein Theater, einen Tempel, ein Buleuterion und andere Gebäude. Durch Ausgrabungen kamen einige wenige Inschriften zutage.

## Typlokalität
Alabanda gilt als Typlokalität für das Granat-Mineral Almandin, das auch nach diesem Ort benannt wurde. Das namentlich ähnliche Mangan-Mineral Alabandin wurde zwar ebenfalls nach diesem Ort benannt, jedoch konnte der Fundort bisher nicht bestätigt werden.